# Harry James
Harry Haag James (15. března 1916 Albany – 5. července 1983 Las Vegas) byl americký hudebník, který je nejznámější jako trumpetista a kapelník. Vedl velkou kapelu od 1939 do 1946. Rozpustil kapelu na krátkou dobu v 1947 ale krátce poté, co ji reorganizoval, byl opět aktivní až do své smrti v roce 1983. Byl mimořádně známý mezi hudebníky pro jeho technickou způsobilost a také jeho tón a ovlivňoval nové trumpetisty od konce 30. let do čtyřicátých let . Hrál také v řadě filmů, které obvykle představovaly jeho kapelu.

## Časný život
Harry James se narodil v Albany v Georgii, jako syn Everett Roberta Jamese, kapelníka v cirkuse, Mighty Hague Circus a Myrtle Maybelle (Stewart), jezdkyně a akrobatky. Začal s cirkusem hrát v raném věku, nejprve jako hadí muž ve věku čtyřech let, poté hrál na buben v kapele od šesti let. Právě v tomto věku byl James téměř pošlapán koňmi poté, co se procházel po cirkusové dráze, kde prováděli koně své kousky, ale naštěstí byl chráněn oblíbeným koněm své matky, který stál nad ním, dokud si ho ostatní koně nepřestali všímat.
James začal ve svých osmi letech trénovat na trumpetu pod vedením svého otce a ve věku dvanáct vedl druhou kapelu v cirkuse Christy Brothers, pro kterou tehdy rodina pracovala. Jamesův otec mu dal přísný denní rozvrh. Na každém sezení mu bylo dáno několik stránek, které se z Arbanovy knihy musel naučit, a nebyly mu povoleny jiné zábavy, dokud se je nenaučil. Zatímco stále studoval na Dick Dowling Junior High School, byl členem Beaumont High School's Royal Purple Band a v květnu 1931 získal první místo jako sólista na trumpetu na výroční soutěži východní divize Teacher Band's Association v Temple, Texas.

## Filmografie
- Hollywood Hotel (1937) (as himself, in Benny Goodman's band)
- Syncopation (1942) (as himself)
- Springtime in the Rockies (1942) (as himself)
- Private Buckaroo (1942) (as himself)
- Swing Fever (1943) (as himself)
- Best Foot Forward (1943) (as himself)
- Bathing Beauty (1944) (as himself)
- Two Girls and a Sailor (1944) (as himself)
- Do You Love Me (1946)
- If I'm Lucky (1946)
- Carnegie Hall (1947) (as himself)
- I'll Get By (1950) (as himself)
- The Benny Goodman Story (1956) (as himself)
- The Opposite Sex (1956) (as himself)
- Outlaw Queen (1957)
- Riot in Rhythm (1957) (short subject; as himself)
- The Big Beat (1958)
- The Ladies Man (1961) (as himself)
- The Sting II (1983)

## Diskografie
Diskografie Harryho Jamesa obsahuje 30 alb, 47 EP, tři soundtracky, scénické a obrazovkové alba a mnoho živých alb a kompilačních alb spolu s příspěvky jako sideman a vystoupení s jinými hudebníky. James vydal více než 200 singlů během své kariéry, přičemž devět písní dosáhlo čísla jedna, 32 v první desítce a 70 v top 100 na amerických žebříčcích.